# Pandemia de COVID-19 no Cazaquistão
Este artigo documenta os impactos da pandemia de COVID-19 no Cazaquistão e pode não incluir todas as principais respostas e medidas contemporâneas.

## Linha do tempo
Em 13 de março, dois cazaques de Almati, que haviam voltado recentemente da Alemanha, realizaram testes com resultado positivo para o coronavírus.
Como metida profilática, o Aeroporto Internacional de Almati e a brigada média da cidade fizeram uma simulação de emergência. A situação envolvia a chegada de um avião da China com um paciente infectado. Além disso, informações errôneas estavam sendo espalhadas acerca de pessoas infectadas; posteriormente, o Ministro da Saúde refutou o que havia sido divulgado. Em 25 de janeiro, 98 estudantes do país encontravam-se em Wuhan, mas nenhum havia sido infectado. Em 28 de janeiro, mais de 1 300 cazaques estiveram na China, dos quais mais de 600 eram turistas. O governo, portanto, preparou-se para uma possível evacuação.